# Silvester Hetzer

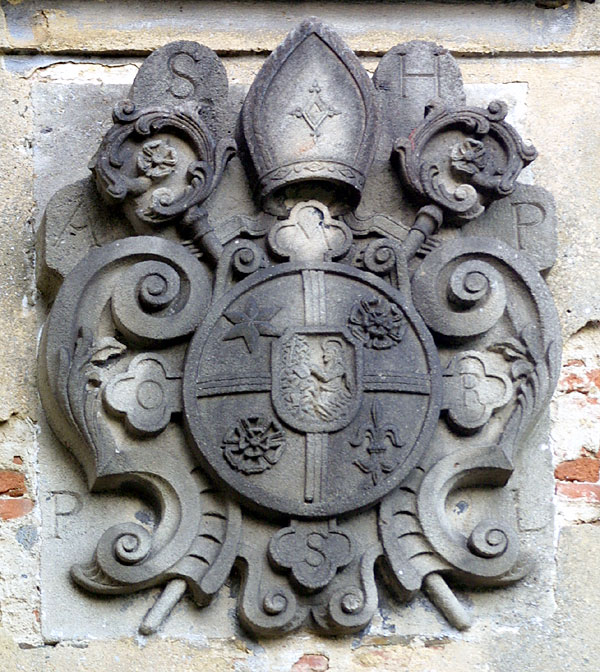
Znak plaského kláštera s osobním štítkem opata

Silvester Hetzer (též Silvestrus, 30. června 1690, Blšany u Žatce – 30. června 1755) byl v letech 1748–1755 opat cisterciáckého kláštera v Plasích.
Po absolvování koleje sv. Bernarda v Praze prošel plaským noviciátem pod vedením P. Benedikta Scheppela. Následně se stal kantorem a učitelem noviců. Několik let působil jako kralovický farář. Plaským opatem byl zvolen 26. října 1748.
V letech 1748–1751 nechal postavit v Hodyni velkou barokní kapli sv. Jana Křtitele.
Od roku 1752 nechal téměř od základů znovu vystavět hospodářský dvůr Lednice, stavba byla dokončena až za jeho nástupce Fortunáta Hartmanna.
Roku 1753 nechal postavit v hospodářském dvoře Třemošnice novou mléčnici.